# Periodontia

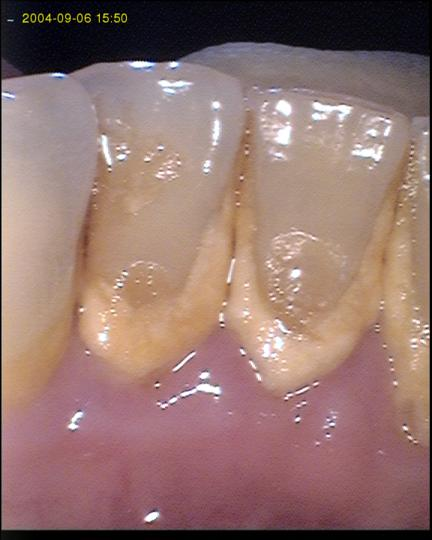
Placa bacteriana - biofilme aderido na superfície de dentes incisivos

Periodontia ou periodontologia (peri: em volta de, Odonto: dente) é a ciência que estuda e trata as doenças do sistema de implantação e suporte dos dentes. Este aparelho é formado por osso alveolar, ligamento periodontal e cemento. As alterações patológicas do periodonto são chamadas doenças periodontais, como, placa bacteriana, gengivite, periodontite. A função do periodonto é a inserção do dente ao tecido ósseo dos maxilares e conservar a superfície da mucosa mastigatória da cavidade bucal. O periodonto também é chamado de aparato de inserção ou de tecido suporte do dente e estabelece uma unidade funcional biológica e evolutiva que sofre modificações com a idade e com relação às modificações do meio bucal.

## Histórico
As doenças gengivais e periodontais, em suas várias formas, têm afligido a espécie humana desde os primórdios da história. Pesquisas em paleopatologia têm sido indicado que a doença periodontal destrutiva, evidenciada pela perda óssea, afetou os primeiros humanos em diversas culturas, tais como o antigo Egito e a primitiva América Pré-colombiana. Os registros históricos mais antigos que tratam de temas médicos revelam consciência da doença peridontal e a necessidade de tratamento. Quase todos os primeiros escritos preservados possuem seções e capítulos referentes a doenças orais e problemas periodontais tomando um espaço significativo nestes documentos. A relação entre o tártaro e a doença periodontal era considerada e a doença sistêmica subjacente era freqüentemente postulada como a causa dos distúrbios periodontais. Entretanto, discussões terapêuticas, metódicas e cuidadosamente ponderadas não existiam até os tratados árabes sobre cirurgia na Idade Média e o tratamento moderno com textos ilustrados e instrumentais sofisticados não se desenvolveu até a época de Pierre Fauchard, no século XVIII.

## Estruturas

### Gengiva
A gengiva é parte da mucosa mastigatória que recobre o processo alveolar e está em torno da porção cervical dos dentes. A gengiva com sua forma e textura é obtido na erupção dos dentes. A mucosa mastigatória gengiva e revestimento do palato duro. mucosa especializada, que recobre o dorso da língua e a mucosa alveolar, a parte restante pode-se distinguir duas partes da gengiva: 

#### Gengiva marginal
A Gengiva livre ou marginal, sua consistência é firme, superfície opaca  e cor rosa pálido ou coral compreende o  tecido gengival das áreas mais próximas aos dentes.

#### Sulco gengival
É a porção cervical rasa ou espaço ao redor do dente, cercado pela superficie do dente por um lado e pelo recobrimento epitelial da margem gengival livre pelo outro lado. Possui um formato de "v". Consiste de um espaço virtual, existente fisicamente apenas quando a sonda periodontal é inserida entre dente e gengiva marginal.

#### Gengiva inserida
Continuação da gengiva livre porém firmemente aderida ao tecido ósseo, também tem cor rosa pálida e separada da mucosa oral (alveolar) por uma linha - linha mucogengival. a mucosa oral tem cor vermelho escura, é mais fina e podem ser vistos pequenos capilares.

### Estruturas de suporte

#### Ligamento periodontal
Ligamento periodontal é um tecido conjuntivo celular ricamente vascularizado e mole que está em torno da raiz do dente e une o cemento radicular com a lamina dura do osso alveolar próprio.  Em radiografias da região de pré molares o Ligamento Periodontal está incluído no espaço entre as raízes dos dentes e a lamina dura ou osso alveolar próprio. O osso alveolar está circundando o dente a um nível de aproximadamente 1mm apical a junção cemento esmalte. 
O limite coronário do osso é denominado de crista óssea alveolar, podemos distinguir dois tipos de tecido ósseo alveolar: a parte de osso alveolar, que recobre o alvéolo também chamado de osso cortical (lamina dura); a porção do processo alveolar que radiograficamente tem a aparência de uma rede também denominada osso esponjoso.
O Ligamento Periodontal se comunica através de canais vasculares (canais de Volkmann) com os espaços medulares  do osso alveolar próprio. Sua espessura é de cerca de 0,25mm e sua presença faz possível a distribuição e reabsorção de forças durante a mastigação e em outros contato dentais dentro do processo alveolar através do osso alveolar próprio. O LP também é essencial para a mobilidade dental, que vai ser determinada pela sua largura, altura e qualidade. o dente está unido ao osso por bandas de fibras colágenas que podem ser divididas nos seguintes grupos: fibras da crista alveolar, fibras horizontais, fibras oblíquas e fibras apicais.
O Ligamento Periodontal e o cemento radicular são desenvolvidos a partir do tecido conjuntivo mole da campana (folículo) que se encontra em torno do dente. 

#### Cemento
É a camada delgada que cobre a raiz do dente, parte do dente que se encaixa no osso alveolar e possui coloração amarelada.  Possui células que secretam o cemento, denominados cementoblastos. É acelular e avascularizado, além de menos mineralizado que o esmalte e a dentina.
Tecido de suporte, originado do mesenquima. Recobre a dentina radicular. Não está exposto normalmente no meio oral,sendo assim, corre menos risco de contrair cárie, a não ser por retração gengival. É menos calcificado que o osso ou a dentina .
A parte orgânica é composta por colágeno, enquanto da parte celular faz parte o limite amelocementário e desde a metade da raiz até o ápice, sua composição é matriz mineralizada embutindo os cementoblastos e cementócitos.

#### Osso alveolar
O processo alveolar é definido como parte da mandíbula e maxila que formam o suporte dos alvéolos dos dentes, o processo alveolar se desenvolve em conjunção com o desenvolvimento da erupção dental e é gradualmente reabsorvido quando os dentes são perdidos. Constituído de osso que é formado tanto pelas células do folículo dental o osso alveolar próprio como das células que são independentes do folículo dental. junto com o cemento e com o ligamento periodontal, o osso alveolar constitui o aparato de inserção do dente. Sua principal função é distribuir e absorver as forças geradas pela mastigação e outros contatos dentais.'
O osso das paredes dos alvéolos está delimitado por um osso compacto, as áreas entre os alvéolos compreendem uma parede de osso compacto preenchida por osso esponjoso. O osso esponjoso ocupa a maior parte do osso interdental, e uma pequena porção de tábuas ósseas vestibular e palatina. O osso esponjoso contém trabéculas ósseas e uma arquitetura e tamanho que são determinadas geneticamente, e sendo também o resultado parcialmente resultante das forças a que os dentes estão expostos durante a função. 
Pode haver defeitos ósseos causados por má disposição dos dentes, fatores genéticos e ou funcionais além de fatores sistêmicos - doenças que afetem a formação óssea. 
A compacta óssea que radiograficamente aparece como uma linha de lâmina dura delineia os alvéolos e é perfurado por numerosos canais de Volkmann por meio dos quais vasos sanguíneos, linfáticos e fibras nervosas passam do osso alveolar para o LP.

## Desenvolvimento
O desenvolvimento dos tecidos periodontais se produz ainda na fase embrionária durante o desenvolvimento e formação dental, este processo começa precocemente ainda no feto em formação. É um tecido ectomesenquimal, que passa por fases de desenvolvimento (fase de germem, de coifa e de campana) resultando na formação dental e dos tecidos circundantes, incluindo o osso alveolar propriamente dito. O ectomesenquima através da papila dental parece também determinar a forma e o tamanho do dente.
Experimentos demonstram que toda a informação necessária para a formação dental e sua inserção, reside dentro dos tecidos do órgão do esmalte e do ectomesenquima circundante. 
O desenvolvimento radicular e dos tecido periodontais é posterior a formação da coroa. O primeiro tecido duro que se forma na raiz é o manto dentinário que se projeta da dentina coronária. Esta dentina ainda não mineralizada continua sua formação em direção apical e assim se estabelece a forma da raiz dental, nesta etapa inicia-se a formação do cemento radicular acelular. Alguns fenômenos da cementogenese ainda não estão claros. 

## Doença Periodontal

### Placa bacteriana
Entre a gengiva, gengiva livre, e o dente há um espaço reduzido (cerca de 1 a 3 milímetros de profundidade) onde se aloja a placa bacteriana. Esta placa é um biofilme aderido à superfície  do dente que é melhor removido sob ação mecânica - escovação e uso de fio dental e escovas interdentais. A massa bacteriana aumenta com o contínuo crescimento da aderência de organismos, com a adesão de novas bactérias, e com a síntese de polímeros extracelulares. 
Com o aumento da espessura, a difusão dentro e fora do biofilme começa a tornar-se mais e mais difícil. Como resultado da  rápida utilização do oxigénio pelas bactérias superficiais depositadas e da pobre difusão através da matriz do biofilme desenvolve-se um gradiente de oxigénio. O oxigénio é um determinante ecológico importante já que as bactérias variam em suas habilidades de crescer e multiplicar a diferentes níveis de oxigénio. 
Produtos de dieta dissolvidos na saliva são uma importante fonte de nutrientes para as bactérias da placa abaixo da linha da gengiva. 
Os resíduos do metabolismo destas bactérias e as próprias bactérias acabam por afetar a gengiva, causando uma inflamação. A esta inflamação damos o nome de gengivite. 
Uma vez estabelecida a gengivite e sem que haja a interferência na contínua formação da placa bacteriana, (controle mecânico da placa) pode se desenvolver um quadro de Periodontite.

### Periodontite
A periodontite é uma inflamação que vai além da gengiva alcançando o tecido ósseo subjacente, o ligamento periodontal e o cemento radicular formando a bolsa periodontal; ou seja um espaço entre a gengiva e o dente maiores que 3 milímetros de profundidade, e acarretando em perda óssea. Muitas bactérias encontradas em bolsas periodontais produzem enzimas hidrolíticas com as quais podem quebrar macromoléculas complexas do hospedeiro em simples peptídeos e aminoácidos. Estas enzimas podem ser a maior causa do processo destrutivo dos tecidos periodontais. E uma vez destruído o osso e principalmente o ligamento periodontal dificilmente vamos conseguir a regeneração destes tecidos. 
Este processo inflamatório é acompanhado de um processo imune, ambos atuam no tecido gengival a fim de proteger o homem contra o ataque microbiano e prevenir que estes avancem ou invadam os tecidos, em alguns casos estas reações de defesa do hospedeiro podem ser prejudiciais ao próprio hospedeiro podendo danificar células e estruturas do tecido conjuntivo adjacente.
Assim as reações inflamatória e imune podem estender-se em profundidade sob a base da bolsa no tecido conjuntivo, podendo envolver o osso alveolar neste processo destrutivo. Este processo “defensivo” pode paradoxalmente explicar muitas das injúrias teciduais observadas na gengivite e periodontite. 
A consequência da periodontite, quando deixada sem tratamento, pode ser a perda do elemento dental, mobilidade dental, sensibilidade dental, abscessos, espaços aumentados (diastemas) entre os dentes, modificação na estética do sorriso, e várias consequências com relação à oclusão. 

## Padrões bacterianos
As bactérias associadas à saúde gengival e a várias formas de doença periodontal vêm sendo estudadas detalhadamente durante os últimos 20 anos. Em vista da disponibilidade de fundos para pesquisas e especulações estimulantes sobre o papel da bactéria específica na doença periodontal, a maior parte destes dados foram originados durante os anos 80. As técnicas disponíveis naquela época não permitiram a caracterização detalhada de diferentes genótipos das bactérias que podem ser distintamente diferentes em termos de potencial patogênico, mas que parecem muito similares quando criadas em laboratório. Por exemplo, a associação entre a Prevotella intermedia e a periodontite tem sido confusa. O que foi anteriormente identificada como P. intermedia, agora inclui pelo menos dois genótipos diferentes. Estes genótipos diferentes parecem ter associações diferentes com a doença que pode explicar a confusão passada. Como resultado, grande parte da informação disponível hoje em dia na microbiologia das doenças periodontais, deveria ser considerada como padrões ecológicos.

### Saúde subgengival
Nas áreas gengivais que são clínicamente saudáveis ou relativamente saudáveis, o padrão bacteriano é consistente com o descrito para a placa supragengival relativamente imatura. Estreptococos, espécies Actinomyces, em especial as espécies Actinomyces viscosus e Actinomyces naelundii, e Actinomyces veillonela são responsáveis pela maioria das bactérias que podem ser germinadas na saúde gengival. Se uma amostra de placa retirada da gengiva saudável for examinada numa lâmina única, com o uso de contraste de fase, ou microcópio de campo escuro, as bactérias encontradas parecem ser basicamente imóveis, com um índice de formas móveis para imóveis de 1:40. Apesar de muitas espécies de bactérias serem isoladas das amostras da placa subgengival das pessoas com gengiva saudável, estas bactérias são basicamente menores ou componentes transitórios de uma placa dental em amadurecimento. Algumas espécies bacterianas que se acredita serem patógenas periodontais, podem ser encontradas em combinação com a saúde gengival. Além disso, a microflora subgengival das áreas que foram recentemente raspadas e tiveram alisamento da raiz, é similar à observada na saúde gengival.